# Raffaele Maiello (calciatore)
Raffaele Maiello (Acerra, 10 luglio 1991) è un calciatore italiano, centrocampista del Casarano.

## Carriera

### Club

#### Gli esordi al Napoli
Cresciuto nelle giovanili del Napoli, debutta in Serie A il 16 maggio 2010 in Sampdoria-Napoli (1-0), ultima giornata del torneo 2009-2010, subentrando all'86' a Luca Cigarini.
Nella stagione 2010-2011 viene aggregato alla prima squadra partenopea, collezionando la prima presenza in Napoli-Bologna (4-1) del 21 novembre 2010. Nell'ultima giornata di campionato, la trasferta pareggiata per 2-2 contro la Juventus il 22 maggio 2011, fa il suo esordio dal primo minuto, chiudendo quindi la stagione con tre presenze complessive.

#### Il prestito al Crotone
Il 6 luglio 2011 passa in prestito con diritto di riscatto al Crotone, in Serie B. Colleziona 26 presenze in campionato.
A fine stagione il prestito viene rinnovato. Realizza il suo primo gol con la maglia degli squali il 25 agosto 2012, prima giornata di serie B, portando il Crotone alla vittoria allo "Scida" sul Brescia per 1-0 al 94', con un tiro scoccato appena fuori dall'area di rigore.

#### Ternana e ritorno al Crotone
Il 24 luglio 2013 viene ceduto alla Ternana con la formula del prestito con diritto di riscatto della metà del cartellino, con opzione di controriscatto a favore del Napoli. Conclude questa stagione alla Ternana con 30 presenze e 2 reti realizzate.
Il 1º settembre 2014 ritorna al Crotone, ancora con la formula del prestito con diritto di riscatto. Colleziona 38 presenze e 3 gol in Serie B e il 26 giugno 2015 diventa interamente di proprietà del club calabrese, che lo riscatta per una cifra pari a 60.000 euro.

#### Empoli
Il 10 agosto seguente, tuttavia, viene acquistato nuovamente dal Napoli per 1,5 milioni di euro e il giorno seguente viene girato all'Empoli con la formula del prestito biennale con diritto di riscatto e contro-riscatto a favore del club partenopeo.

#### Frosinone
Il 19 gennaio 2017 si trasferisce al Frosinone con la formula del prestito con diritto di riscatto.
L'11 luglio 2017 viene ufficializzato il passaggio alla squadra ciociara a titolo definitivo.
Nella stagione successiva gioca un'annata da protagonista con il Frosinone in Serie B, contribuendo alla promozione in Serie A dei ciociari con 3 gol, dei quali uno segnato nella finale di ritorno dei play-off di Serie B giocata dai ciociari contro il Palermo (il momentaneo 1-0), che ha valso la seconda promozione in Serie A della squadra ciociara.

#### Bari
Dopo 5 stagioni tra le file dei ciociari, il 29 gennaio 2022 passa in prestito con obbligo di riscatto in caso di promozione al Bari. Fa il suo esordio con la maglia biancorossa il giorno successivo nella partita contro la Paganese, in trasferta, vinta dal Bari per 1-2. Con i biancorossi vince il campionato di Serie C venendo così riscattato definitivamente dai galletti. Nella stagione 2022-2023 contribuisce al terzo posto del Bari in cadetteria poi sconfitti in finale dei play-off dal Cagliari. Nella stagione 2023-2024, nella partita Bari-Modena del 21 ottobre 2023, rimedia una lesione del crociato anteriore del ginocchio sinistro che lo costringe a star lontano dai campi per diversi mesi. Ritorna in campo dopo 4 mesi il 10 febbraio 2024 entrando nel secondo tempo della partita Bari-Lecco, terminata 3-1. Il 24 novembre 2024 segna il suo primo gol con i pugliesi nel successo per 3-2 contro il Cittadella. Il 30 giugno 2025 chiude la sua esperienza al Bari con 78 presenze (comprese le presenze nei play-off e play-out) e un gol.

#### Casarano
Dopo essersi svincolato dal Bari, il 7 luglio 2025 firma con il Casarano, club pugliese neopromosso in Serie C.

### Nazionale
Esordisce nella rappresentativa azzurra Under-19 il 21 aprile 2010 nella partita contro i pari età della Svizzera.

## Statistiche

### Presenze e reti nei club
Statistiche aggiornate al 7 luglio 2025.
| Stagione         | Squadra          | Campionato       | Campionato | Campionato | Coppe nazionali | Coppe nazionali | Coppe nazionali | Coppe europee | Coppe europee | Coppe europee | Altre coppe | Altre coppe | Altre coppe | Totale | Totale | Totale |
| Stagione         | Squadra          | Comp             | Pres       | Reti       | Comp            | Pres            | Reti            | Comp          | Pres          | Reti          | Comp        | Pres        | Reti        | Pres   | Reti   |        |
| ---------------- | ---------------- | ---------------- | ---------- | ---------- | --------------- | --------------- | --------------- | ------------- | ------------- | ------------- | ----------- | ----------- | ----------- | ------ | ------ | ------ |
| 2009-2010        | Napoli           | A                | 1          | 0          | CI              | 0               | 0               | -             | -             | -             | -           | -           | -           | 1      | 0      |        |
| 2010-2011        | Napoli           | A                | 3          | 0          | CI              | 0               | 0               | UEL           | 0             | 0             | -           | -           | -           | 3      | 0      |        |
| Totale Napoli    | Totale Napoli    | Totale Napoli    | 4          | 0          |                 | 0               | 0               |               | 0             | 0             |             | -           | -           | 4      | 0      |        |
| 2011-2012        | Crotone          | B                | 26         | 0          | CI              | 3               | 0               | -             | -             | -             | -           | -           | -           | 29     | 0      |        |
| 2012-2013        | Crotone          | B                | 36         | 5          | CI              | 1               | 0               | -             | -             | -             | -           | -           | -           | 37     | 5      |        |
| 2013-2014        | Ternana          | B                | 30         | 2          | CI              | 1               | 0               | -             | -             | -             | -           | -           | -           | 31     | 2      |        |
| 2014-2015        | Crotone          | B                | 38         | 3          | CI              | 0               | 0               | -             | -             | -             | -           | -           | -           | 38     | 3      |        |
| Totale Crotone   | Totale Crotone   | Totale Crotone   | 100        | 8          |                 | 4               | 0               |               | -             | -             |             | -           | -           | 104    | 8      |        |
| 2015-2016        | Empoli           | A                | 12         | 0          | CI              | 0               | 0               | -             | -             | -             | -           | -           | -           | 12     | 0      |        |
| 2016-gen. 2017   | Empoli           | A                | 1          | 0          | CI              | 2               | 0               | -             | -             | -             | -           | -           | -           | 3      | 0      |        |
| Totale Empoli    | Totale Empoli    | Totale Empoli    | 13         | 0          |                 | 2               | 0               |               | -             | -             |             | -           | -           | 15     | 0      |        |
| gen.-giu. 2017   | Frosinone        | B                | 20+2       | 0          | CI              | 0               | 0               | -             | -             | -             | -           | -           | -           | 22     | 0      |        |
| 2017-2018        | Frosinone        | B                | 36+2       | 2+1        | CI              | 0               | 0               | -             | -             | -             | -           | -           | -           | 38     | 3      |        |
| 2018-2019        | Frosinone        | A                | 29         | 0          | CI              | 1               | 0               | -             | -             | -             | -           | -           | -           | 30     | 0      |        |
| 2019-2020        | Frosinone        | B                | 34+5       | 1          | CI              | 2               | 0               | -             | -             | -             | -           | -           | -           | 41     | 1      |        |
| 2020-2021        | Frosinone        | B                | 33         | 2          | CI              | 1               | 0               | -             | -             | -             | -           | -           | -           | 34     | 2      |        |
| 2021-gen. 2022   | Frosinone        | B                | 13         | 1          | CI              | 1               | 0               | -             | -             | -             | -           | -           | -           | 14     | 1      |        |
| Totale Frosinone | Totale Frosinone | Totale Frosinone | 174        | 7          |                 | 5               | 0               |               | -             | -             |             | -           | -           | 179    | 7      |        |
| gen.-giu. 2022   | Bari             | C                | 15         | 0          | CI-C            | -               | -               | -             | -             | -             | SC-C        | 2           | 0           | 17     | 0      |        |
| 2022-2023        | Bari             | B                | 28+4       | 0          | CI              | 2               | 0               | -             | -             | -             | -           | -           | -           | 34     | 0      |        |
| 2023-2024        | Bari             | B                | 15+2       | 0          | CI              | 0               | 0               | -             | -             | -             | -           | -           | -           | 17     | 0      |        |
| 2024-2025        | Bari             | B                | 14         | 1          | CI              | 1               | 0               | -             | -             | -             | -           | -           | -           | 15     | 1      |        |
| Totale Bari      | Totale Bari      | Totale Bari      | 78         | 1          |                 | 3               | 0               |               | -             | -             |             | 2           | 0           | 83     | 1      |        |
| 2025-2026        | Casarano         | C                | 0          | 0          | CI-C            | 0               | 0               | -             | -             | -             | -           | -           | -           | 0      | 0      |        |
| Totale carriera  | Totale carriera  | Totale carriera  | 399        | 18         |                 | 15              | 0               |               | 0             | 0             |             | 2           | 0           | 416    | 18     |        |

## Palmarès

### Club

#### Competizioni nazionali
- Serie C: 1

Bari: 2021-2022 (girone C)